# Sumbawa (eiland)
Sumbawa (Nederlands, historisch: Soembawa) is een van de Kleine Sunda-eilanden (Nusa Tenggara), behorend tot Indonesië. Het ligt in het zuidoostelijk deel van de Indonesische archipel, tussen Lombok in het westen en Flores in het oosten. De oppervlakte van het eiland bedraagt circa 15.600 km². Het eiland is daarmee ongeveer half zo groot als België. Het eiland is dunbevolkt met zijn circa 1 miljoen inwoners. Het landschap biedt door de hitte van de winden vanuit het Australische continent een droge en dorre aanblik.
Sumbawa bestaat uit twee grote schiereilanden die door een landengte van elkaar worden gescheiden, en enkele omliggende kleine eilandjes. Het westelijke schiereiland is Semawa en heeft als hoofdstad Sumbawa Besar, het oostelijke heet Bima en heeft als hoofdstad Bima. Het vliegveld bevindt zich op 16 km van Bima. Het is goed bereikbaar en heeft dagelijkse vluchten op Denpasar (Bali), Ende (Flores), Yogyakarta, Kupang (Timor), Labuan Bajo (Flores), Mataram (Lombok), Semarang en Surabaya. Ook zijn er elke week vluchten naar Tambolaka (West-Sumba), Waingapu (Oost-Sumba), Ruteng, Maumere en Bajawa (alle op Flores). In Bima is het sultanspaleis de moeite van het bekijken waard.
In het westen spreekt men Soembawarees (Bahasa Semawa), in het oosten Bimanees (Bahasa Bima).

## Geschiedenis
De koningen op Sumbawa waren volgens een ingewikkeld systeem schatplichtig aan de sultan van Makassar. Ieder jaar moest er belasting betaald worden in de vorm van rijst, bijenwas, geld of  slaven. 
De Nederlanders hadden weinig belangstelling voor dit buitengewest, waardoor de inwoners van Sumbawa weinig contact hadden met hun koloniale meesters. De  verhoudingen met de  Nederlanders waren desondanks  goed en de gouverneur-generaal kreeg als relatiegeschenk zo nu en dan een slavin toegestuurd door een  lokale koning.
Sumbawa verwierf enige bekendheid door de uitbarsting van de vulkaan Tambora in april 1815. die tegenwoordig wordt gezien als oorzaak van het Jaar zonder zomer, 1816. De Gunung Tambora is omringd met een brede gordel tropisch regenwoud die over gaat in naaldwoud en eindigt in een kale rotsige top met een 3 km breed kratermeer op 2815 m hoogte.